# Pseudognaptodon langori
Pseudognaptodon langori är en stekelart som beskrevs av Williams 2004. Pseudognaptodon langori ingår i släktet Pseudognaptodon och familjen bracksteklar. Inga underarter finns listade i Catalogue of Life.